# Дзампатти, Карла
Карла Мария Дзампатти   (англ. Carla Maria Zampatti; 19 мая 1942 —  3 апреля 2021) —  итало-австралийский модельер и бизнес-леди, а также исполнительный директор Carla Zampatti Pty Ltd. Она была членом правления Австралийского мультикультурного фонда и  Европейского австралийского делового совета.

## Биография
Родилась в итальянском городе Ловеро в 1942 году. В 1950 году вместе с семьёй переехала в Австралию.
В 1965 году К. Дзампатти выпустила свою первую небольшую коллекцию для Zampatti Pty Limited, два года спустя последовал её запуск уже в национальном масштабе, а в 1970 году — создание Carla Zampatti Limited. На протяжении многих лет она являлась самым успешным и устойчивым модельером в Австралии. Среди постоянных клиенток её бренда были кронпринцесса Дании Мэри, Дельта Гудрем и Данни Миноуг.
26 марта 2021 года присутствовала на премьере «Травиаты» в Сиднее, где потеряла сознание после падения с лестницы. Она была доставлена в больницу Святого Винсента, где 3 апреля скончалась от полученных травм.
Дочь Аллегра Спендер - независимый кандидат в Австралийский парламент на выборах 2022.